# La pecora e i cavalli

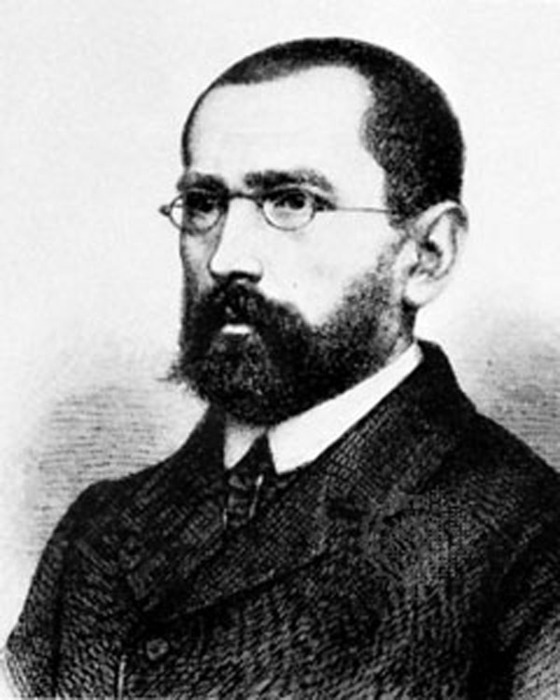
August Schleicher

La pecora e i cavalli, nota anche come Favola di Schleicher, è una favola scritta dal linguista August Schleicher nel 1868 nella lingua che riteneva essere quella indoeuropea. L'indoeuropeo fu una lingua preistorica, pertanto non concretamente attestata; tuttavia, dal suo frazionamento e dalla sua evoluzione derivarono le lingue indoeuropee storicamente note attraverso le quali l'indoeuropeistica, applicando il metodo comparativo e altri strumenti, riuscirono a ricostruire gran parte delle sue strutture fonetiche, lessicali e grammaticali.
Nella seconda metà del XIX secolo, al tempo di Schleicher e della Scuola neogrammaticale tedesca, vi era ampia fiducia nella possibilità di ricostruire concretamente l'indoeuropeo, fino a poterlo utilizzare quasi fosse una lingua viva. I progressi dell'indoeuropeistica nel corso del XX secolo hanno invece mostrato l'illusorietà di tale prospettiva, evidenziando piuttosto come quanto ricostruito sia piuttosto una serie di fenomeni diacronici senza che se ne possa stabilire fondatamente l'eventuale contemporaneità sincronica; tuttavia, altri linguisti dopo Schleicher hanno proposto loro versioni de La pecora e i cavalli, via via aggiornate secondo l'evoluzione delle conoscenze e le personali ipotesi dei vari autori.

## Il testo

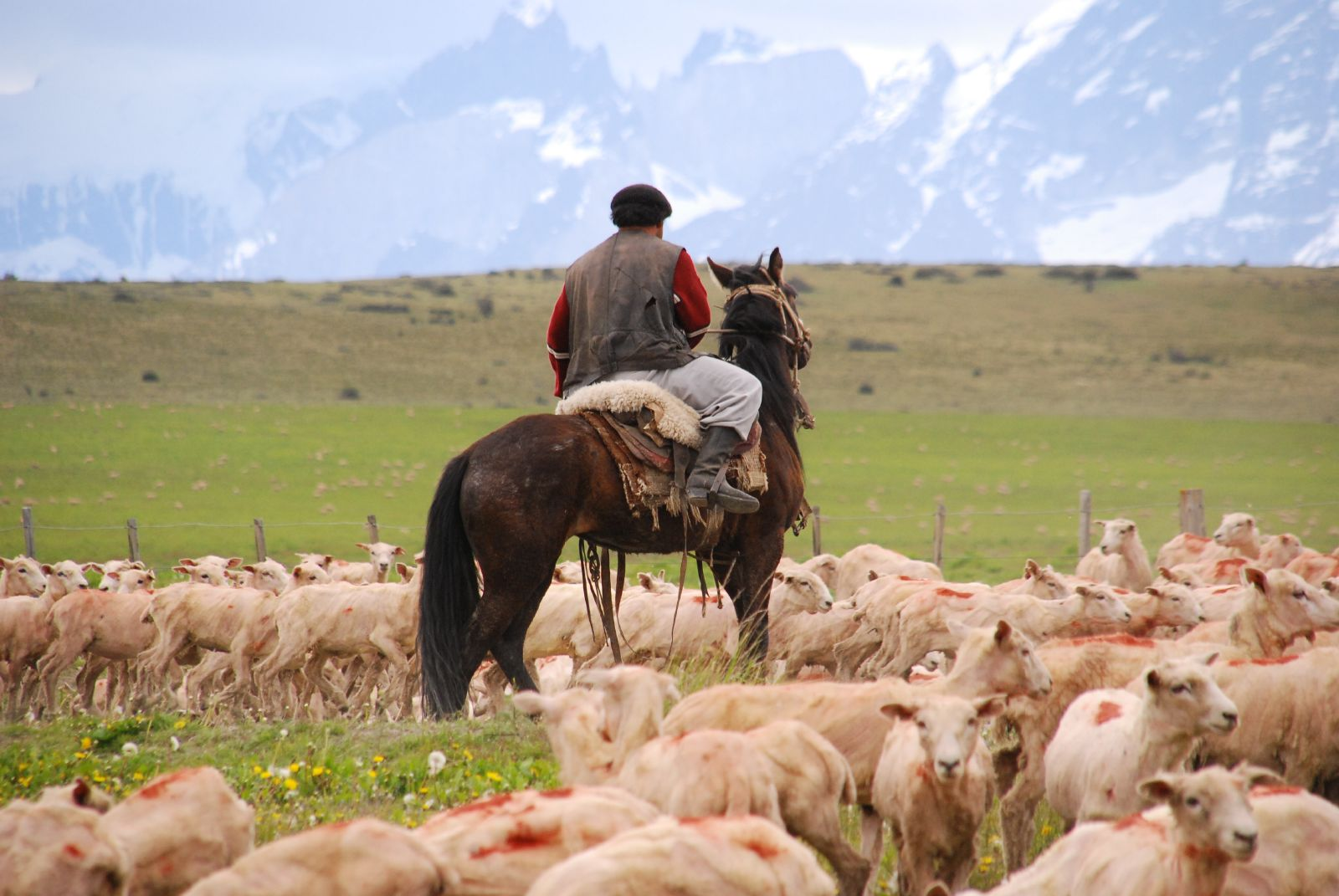
Un gregge di pecore sorvegliato da un moderno gaucho a cavallo

Il testo della favoletta in italiano:

## La versione di Schleicher (1868)
Avis akvāsas ka, la versione della favola proposta da August Schleicher nel 1868:
L'"indoeuropeo" di Schleicher assume che il vocalismo e/o fosse secondario e appare, di fatto, assai vicino al sanscrito, in accordo con la corrente, maggioritaria nell'indoeuropeistica del suo tempo, secondo la quale alla maggior antichità dei testi sanscriti (e greci) noti corrispondeva anche una maggior arcaicità, e quindi una maggiore vicinanza all'indoeuropeo comune. Tale impostazione, definita dai suoi critici "paradigma greco-sanscritista", fu portata avanti in particolare della Scuola neogrammaticale tedesca e raggiunse la sua massima stabilizzazione con la monumentale Grundriß der vergleichenden Grammatik der indogermanischen Sprachen (1897-1916) di Karl Brugmann, che rappresentò per decenni il punto di riferimento dell'indoeuropeistica.
In questa prospettiva, la "traduzione" di Schleicher in indoeuropeo è diretta conseguenza della sua concezione della linguistica, secondo la quale le lingue si evolvono in modo regolare, uniforme e conoscibile; una volta individuatene le leggi di evoluzione, quindi, sarebbe stato sufficiente percorrerle a ritroso a partire dalle lingue storiche fino ad approdare all'"indoeuropeo". Una prospettiva ampiamente rigettata dagli indoeuropeisti successivi, tanto che quella di Schleicher fu definita "dilettantesca ingenuità".

## La versione di Hirt (1939)
Owis ek'wōses-kʷe, la versione proposta da Hermann Hirt nel 1939:
La proposta di Hirt tentò di riformulare la favoletta alla luce dei progressi compiuti nella ricostruzione della fonetica dell'indoeuropeo (introdusse il vocalismo e/o, consonanti vocaliche e labiovelari e velari palatalizzate), ma anche il suo esperimento - così come, sostanzialmente, quelli successivi - continua da molti a essere giudicato ingenuo e soprattutto del tutto privo di concretezza storica.

## La versione di Lehmann e Zgusta (1979)
Owis eḱwōskʷe, la versione proposta da Winfred Philip Lehmann e Ladislav Zgusta nel 1979:
L'elaborazione del 1979 riflette nuovamente gli sviluppi dell'indoeuropeistica, soprattutto in campo fonetico: abbozza qualche fonema laringale (qui "h") e introduce alcune nuove ipotesi lessicali (pronome relativo *kʷesjo, la forma *nēr per "uomo").

## La versione di Adams (1997)
H2óu̯is h1ék̂u̯ōs-kʷe, la versione proposta da Douglas Quentin Adams nel 1997:
Adams introduce interamente, nella sua "traduzione" della favola, la Teoria delle laringali, nella versione che esclude anche la vocale /a/ dall'inventario indoeuropeo primario (avrebbe avuto origine in seguito, come conseguenza del processo di perdita dei fonemi laringali).

## La versione di Kortlandt (2007)
ʕʷeuis ʔkeuskʷe, la versione proposta da Frederik Kortlandt nel 2007:
Come quella di Adams tentava di includere nella favoletta la Teoria delle laringali, così la versione di Kortlandt (dedicata a Bernard Comrie) riflette il consenso via via raccolto dalla Teoria delle glottali, che postula l'esistenza, nell'indoeuropeo originario, di fonemi glottali completamente scomparsi in tutti i dialetti storici, ma che tuttavia potrebbero risolvere diverse aporie nel sistema delle occlusive tradizionalmente ricostruito. Inoltre, Kortlandt tenta di attribuire un concreto valore fonetico alle laringali abitualmente indicate con lo schematismo *h1, *h2 e *h3; Kortlandt propone per le tre laringali, rispettivamente, i fonemi *ʔ  (occlusiva glottidale sorda), *ʕ (fricativa faringale sonora), *ʕʷ (fricativa faringale sonora labializzata). Infine, Kortlandt elimina le velari palatali, riducendo la serie delle occlusive a velari e labiovelari.

## La versione di Lühr (2008)
h₂ówis h₁ék'wōskʷe, la versione proposta da Rosemarie Lühr nel 2008:

## Riferimenti nella cultura di massa
Nel film di fantascienza Prometheus (2012), di Ridley Scott, si può ascoltare una versione della favola di Schleicher in una scena in cui l'androide David studia i tentativi di ricostruzione del linguaggio primordiale del genere umano.

### Fonti primarie
- (DE) August Schleicher, Fabel in indogermanischer Ursprache, in Beiträge zur vergleichenden Sprachforschung auf dem Gebiete der arischen, celtischen und slawischen Sprachen, Berlino, Dümmler, 1868.
- (DE) Hermann Hirt, Die Hauptprobleme der indogermanischen Sprachwissenschaft, a cura di Helmut Arntz, Halle, Niemeyer, 1939.
- (EN) Winfred P. Lehmann, Ladislav Zgusta, Schleicher's tale after a century, in Simony Brogyanyi (a cura di), Festschrift for Oswald Szemerényi on the Occasion of his 65th Birthday, Amsterdam, 1979.
- (EN) Douglas Quentin Adams, Encyclopedia of Indo-European Culture, a cura di James Patrick Mallory, Londra, Fitzroy Dearborn Publishers, 1997, ISBN 978-1-884964-98-5.
- (EN) Frederik Kortlandt, For Bernard Comrie (PDF), Leida, 2007. URL consultato il 20 ottobre 2009.
- (DE) Rosemarie Lühr, Von Berthold Delbrück bis Ferdinand Sommer: Die Herausbildung der Indogermanistik in Jena (PDF), Jena, 2008. URL consultato il 7 gennaio 2010 (archiviato dall'url originale il 26 maggio 2013).

### Letteratura storiografica
- (ES) Francisco Villar, Los Indoeuropeos y los origines de Europa: lenguaje e historia, Madrid, Gredos, 1991, ISBN 84-249-1471-6. Trad. it.:  Francisco Villar, Gli Indoeuropei e le origini dell'Europa, Bologna, Il Mulino, 1997, ISBN 88-15-05708-0.
- (EN) Kárlos Kūriákī, Schleicher's Fable: From Proto-Indo-European to Modern English (PDF), in A grammar of Modern Indo-European, Asociación Cultural Dnghu, 2007, ISBN 978-84-611-7639-7. URL consultato il 20 ottobre 2009 (archiviato dall'url originale il 16 gennaio 2010).